# Refranero agrícola

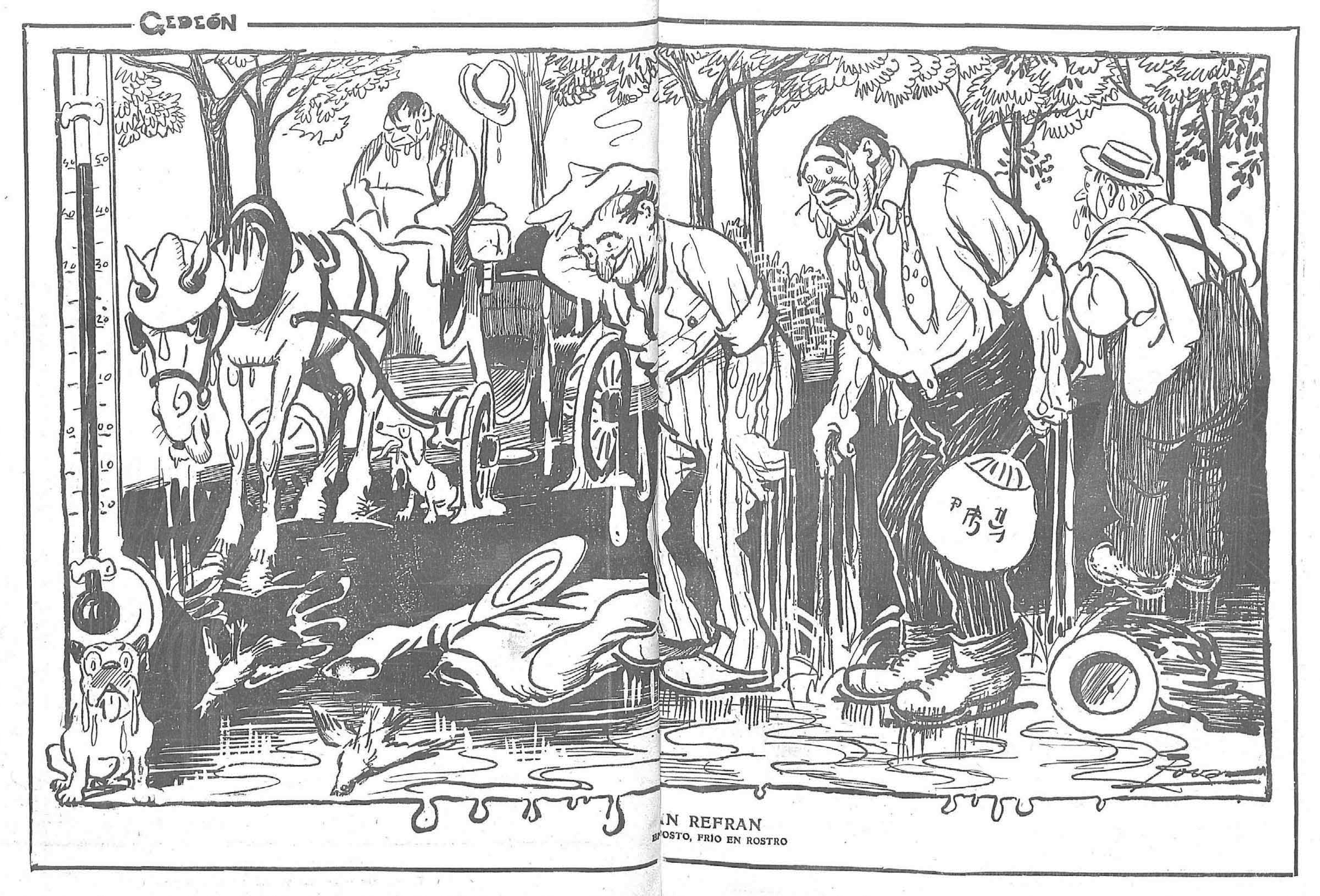
En agosto, frío en rostro, ilustración de Tovar en Gedeón en 1911

Un refranero agrícola es un compendio, corpus o catálogo de refranes, dichos, adagios, máximas o sentencias, relacionados con el medio rural, el campo y las labores agrarias. Pueden aparecer mezclados con selecciones meteorológicas, agronómicas, cinegéticas e incluso gastronómicas, en el contexto general del refranero.
Algunos autores otorgan al lexicólogo y cervantista Francisco Rodríguez Marín la primera recopilación dedicada a refranes agrícolas en un contexto claramente paremiológico, por sus Cien refranes andaluces de meteorología, cronología, agricultura y economía rural. Sanchez Egea menciona el Refranero de la gente del campo, de Fernán Caballero, y El refranero del campo y poesías populares, publicado en Madrid por la Tipografía de la Revista de Archivos, Bibliotecas y Museos, en 1914.
No obstante, el repertorio más completo sería, ya en la mitad del siglo XX, el Refranero agrícola español (1954) de Nieves de Hoyos, con 5370 refranes, sentencias, aforismos, aleluyas y coplas del refranero castellano, gallego, catalán y valenciano, con correspondencia en otras lenguas, principalmente el portugués. Posteriormente se han editado otros compendios como el Refranero de los frutos del campo publicado por Ramón Lloréns Barber en 1986, o El libro de los refranes de la temperie del meteorólogo José Sánchez Egea. Como manual más generalizado también habría que incluir el Refranero general ideológico español, elaborado por Luis Martínez Kleiser y publicado en 1953, con más de 60 000 refranes procedentes de las colecciones ya mencionadas y complementadas por obras menores.
En línea, son interesantes, por ejemplo, las recopilaciones del  Ministerio de Agricultura, Pesca y Alimentación (MAPA); la Fundación Joaquín Díaz, o del Centro Virtual Cervantes.